# Aulus Atilius Calatinus
Aulus Atilius Calatinus wurde angeklagt, die Stadt Sora in den Samnitenkriegen verraten zu haben. Vor der Schande der bevorstehenden Verurteilung wurde er 306 v. Chr. durch einige rechtzeitige Äußerungen seines Schwiegervaters Quintus Fabius Maximus Rullianus gerettet, der zuvor dreimal Konsul und nun handelnder Praetor war. Fabius erklärte, dass er niemals seine Beziehung als Patron zu Calatinus aufrechterhalten hätte, wenn die Anschuldigung zuträfe – woraus man auch schließen kann, dass die plebejischen Atilii zur Klientel der Fabier gehörten.
Calatinus war der Vater von Aulus Atilius Caiatinus.